# Lutnes
Lutnes is een geslacht van vliesvleugeligen uit de familie Eupelmidae. De wetenschappelijke naam van dit geslacht is voor het eerst geldig gepubliceerd in 1884 door Cameron.

## Soorten
Het geslacht Lutnes omvat de volgende soorten:
- Lutnes biguttata (Girault, 1913)
- Lutnes ornaticornis Cameron, 1884